# Craniophora viburni
Craniophora viburni là một loài bướm đêm trong họ Noctuidae.